# معیق (روستا)
 معیق  به عربی ( مَعیق )، روستایی است در دهستان المقاطر از توابع استان شبوه در کشور یمن در شبه جزیره عربستان.

## جمعیت
جمعیت آن ( ۷۶ ) نفر ( ۵ خانوار) می‌باشد.